# Gustavo Colman
Gustavo Colman (Buenos Aires, 19 de abril de 1985) é um futebolista argentino que atua como Meia. Joga pelo Rosario Central.